# Ibrahim Amadou
Ibrahim Amadou (Douala, 6 aprile 1993) è un calciatore francese di origini camerunesi, centrocampista o difensore dello Shanghai Shenhua.

## Biografia
Ibrahim Amadou nasce a Douala, in Camerun, da genitori camerunesi, per poi trasferirsi all'età di 4 anni in Francia a Colombes.

## Caratteristiche tecniche
È un mediano forte fisicamente, che fa della caparbietà e dell'intensità i suoi punti di forza principali. All'occorrenza grazie alla sua duttilità tattica, può arretrare il suo raggio d'azione giocando come difensore centrale.

## Carriera

### Club

#### Nancy
Cresce calcisticamente nelle giovanili del Nancy per poi esordire anche in prima squadra, il 26 maggio 2013, nell'ultima partita stagionale di Ligue 1 giocata in trasferta e vinta 2-1 contro il Brest. L'8 agosto 2014, segna la sua prima rete con la maglia del Nancy, nella partita di Ligue 2 vinta 2-0 in trasferta contro l'Orléans.

#### Lille
Il 16 luglio 2015 viene ceduto al Lilla per 2 milioni di euro, firmando un contratto quadriennale. Segna la sua prima rete in campionato con la maglia del Lille, il 12 marzo 2016 nella vittoria per 2-1 in trasferta contro il Bastia. Nella stagione 2017-2018 dopo la partenza dei giocatori più rappresentativi, viene nominato dall'allenatore Marcelo Bielsa il nuovo capitano dei "mastini".

#### Siviglia e prestiti
Il 2 luglio 2018 viene acquistato dal Siviglia, firmando un contratto sino al giugno 2022..
Il 7 agosto 2019 viene preso in prestito con diritto di riscatto dal Norwich City, club neo-promosso in Premier League.
Il 31 gennaio 2020 viene ceduto in prestito al Leganés. Il 5 ottobre dello stesso anno passa in prestito all'Angers.

### Nazionale
Nel 2012 ha disputato due presenze con l'Under-19 francese. Nel dicembre 2016 ha respinto la convocazione della nazionale camerunese, dichiarando di voler giocare per la Francia.

## Statistiche

### Presenze e reti nei club
Statistiche aggiornate al 9 maggio 2021.
| Stagione                | Squadra                 | Campionato              | Campionato | Campionato | Coppe nazionali | Coppe nazionali | Coppe nazionali | Coppe continentali | Coppe continentali | Coppe continentali | Altre coppe | Altre coppe | Altre coppe | Totale | Totale |
| Stagione                | Squadra                 | Comp                    | Pres       | Reti       | Comp            | Pres            | Reti            | Comp               | Pres               | Reti               | Comp        | Pres        | Reti        | Pres   | Reti   |
| ----------------------- | ----------------------- | ----------------------- | ---------- | ---------- | --------------- | --------------- | --------------- | ------------------ | ------------------ | ------------------ | ----------- | ----------- | ----------- | ------ | ------ |
| 2010-2011               | Nancy 2                 | CF2                     | 4          | 0          | -               | -               | -               | -                  | -                  | -                  | -           | -           | -           | 4      | 0      |
| 2011-2012               | Nancy 2                 | CF2                     | 7          | 0          | -               | -               | -               | -                  | -                  | -                  | -           | -           | -           | 7      | 0      |
| 2012-2013               | Nancy 2                 | CF2                     | 16         | 1          | -               | -               | -               | -                  | -                  | -                  | -           | -           | -           | 16     | 1      |
| 2013-2014               | Nancy 2                 | CF3                     | 11         | 0          | -               | -               | -               | -                  | -                  | -                  | -           | -           | -           | 11     | 0      |
| Totale Nancy 2          | Totale Nancy 2          | Totale Nancy 2          | 38         | 1          |                 |                 |                 |                    |                    |                    |             |             |             | 38     | 1      |
| 2012-2013               | Nancy                   | L1                      | 1          | 0          | CF+CdL          | 0+2             | 0               | -                  | -                  | -                  | -           | -           | -           | 3      | 0      |
| 2013-2014               | Nancy                   | L2                      | 20         | 0          | CF+CdL          | 1+1             | 0               | -                  | -                  | -                  | -           | -           | -           | 22     | 0      |
| 2014-2015               | Nancy                   | L2                      | 36         | 2          | CF+CdL          | 2+1             | 0               | -                  | -                  | -                  | -           | -           | -           | 39     | 2      |
| Totale Nancy            | Totale Nancy            | Totale Nancy            | 57         | 2          |                 | 7               | 0               |                    | -                  | -                  |             | -           | -           | 64     | 2      |
| 2015                    | Lilla 2                 | CF3                     | 5          | 1          | -               | -               | -               | -                  | -                  | -                  | -           | -           | -           | 5      | 1      |
| 2015-2016               | Lilla                   | L1                      | 22         | 1          | CF+CdL          | 2+5             | 0               | -                  | -                  | -                  | -           | -           | -           | 29     | 1      |
| 2016-2017               | Lilla                   | L1                      | 35         | 1          | CF+CdL          | 3+1             | 1+0             | UEL                | 2                  | 0                  | -           | -           | -           | 41     | 2      |
| 2017-2018               | Lilla                   | L1                      | 30         | 2          | CF+CdL          | 2+0             | 0               | -                  | -                  | -                  | -           | -           | -           | 32     | 0      |
| Totale Lilla            | Totale Lilla            | Totale Lilla            | 87         | 2          |                 | 13              | 1               |                    | 2                  | 0                  |             | -           | -           | 102    | 3      |
| 2018-2019               | Siviglia                | PD                      | 17         | 0          | CR              | 6               | 0               | UEL                | 9                  | 0                  | SS          | 0           | 0           | 32     | 0      |
| 2019-gen. 2020          | Norwich City            | PL                      | 11         | 0          | FACup+CdL       | 1+1             | 0               | -                  | -                  | -                  | -           | -           | -           | 13     | 0      |
| gen.-giu. 2020          | Leganés                 | PD                      | 10         | 0          | CR              | 0               | 0               | -                  | -                  | -                  | -           | -           | -           | 10     | 0      |
| 2020-2021               | Angers                  | L1                      | 24         | 0          | CF              | 4               | 2               | -                  | -                  | -                  | -           | -           | -           | 28     | 2      |
| 2021-gen. 2022          | Siviglia                | PD                      | -          | -          | CR              | -               | -               | UCL                | -                  | -                  | -           | -           | -           | -      | -      |
| Totale Siviglia         | Totale Siviglia         | Totale Siviglia         | 17         | 0          |                 | 6               | 0               |                    | 9                  | 0                  |             | 0           | 0           | 32     | 0      |
| gen.-giu. 2022          | Metz                    | L1                      | 10         | 1          | CF              | 0               | 0               | -                  | -                  | -                  | -           | -           | -           | 10     | 1      |
| 2022-mar. 2023          | Angers                  | L1                      | 7          | 0          | CF              | 1               | 0               | -                  | -                  | -                  | -           | -           | -           | 8      | 0      |
| Totale Angers           | Totale Angers           | Totale Angers           | 31         | 0          |                 | 5               | 2               |                    | -                  | -                  |             | -           | -           | 36     | 2      |
| 2023                    | Shanghai Shenhua        | SL                      | 28         | 2          | CC              | 3               | 0               | -                  | -                  | -                  | -           | -           | -           | 31     | 2      |
| 2024                    | Shanghai Shenhua        | SL                      | 27         | 2          | CC              | 3               | 0               | ACL                | 3                  | 0                  | SC          | 1           | 0           | 34     | 2      |
| Totale Shanghai Shenhua | Totale Shanghai Shenhua | Totale Shanghai Shenhua | 55         | 4          |                 | 6               | 0               |                    | 3                  | 0                  |             | 1           | 0           | 65     | 4      |
| Totale carriera         | Totale carriera         | Totale carriera         | 311        | 10         |                 | 39              | 3               |                    | 14                 | 0                  |             | 1           | 0           | 365    | 13     |

## Palmarès

### Club

#### Competizioni nazionali
- Coppa di Cina: 1

Shanghai Shenhua: 2023
- Supercoppa di Cina: 2

Shanghai Shenhua: 2024, 2025